# Мираж 4000
Dassault Мираж 4000 (такође познат као Супер Мираж 4000) је био француски прототип двомоторног млазног борбеног авиона који је развио Дасo-Брегe из свог Миража 2000 .

## Дизајн и развој
Мираж 4000 је био приметно већи и тежи од једномоторног Миража 2000 и је имао два SNECMA М53-2 турбовентилатора. Такође је имао мале канарде изнад отвора за ваздух у мотору и прави мехурасти балдахин, у поређењу са Миражом 2000 и претходним Мираж авионима. Упркос променама, ова два авиона су остала слична, деле дизајн делта крила, полуконичне Осватич усиснике ваздуха и општу конфигурацију.
Мираж 4000 је први пут полетео 9. марта 1979.  Био је финансиран као приватни подухват Dassault-а.  Мираж 4000 је био упоредив по величини са америчким авионом F-15 игл, и дизајниран је да буде и пресретач великог домета и способан борилачки-бомбардер.
Дасо је прекинуо програм почетком 1980-их убрзо након што су Саудијци изабрали Торнадо (Ал-Иамамах уговор о наоружању) као свој преферирани авион. Иран је тада изгубљен као потенцијални купац након државног удара против Шаха. Француско ваздухопловство радије се концентрисало на Мираж 2000, остављајући Дассаулт без купаца. Нека од тако стечених знања касније ће утицати на Dassault Рафал.
Једини прототип се 1992. преселио у своју последњу резиденцију у Музеј ваздухопловства и свемира у Паризу.

## Спецификације (Мираж 4000)

### Генералне карактеристике
- Посада: 1
- Дужина: 18.7 m
- Распон крила: 12 m
- Висина: 5.8 m
- Површина крила: 73 m²
- Бруто тежина: 16,100 kg
- Капацитет горива: ≈11,000 l
- Погонска група: 2 × SNECMA M53-2 турбовентилаторска мотора са накнадним сагоревањем

### Перформанса
- Максимална брзина: 2,445 km/h
- Максимална брзина: Мах 2.3
- Максимална непрекидна брзина: M2.2
- Брзина прилажења: 260 km/h
- Домет: 2,000 km
- Борбени домет: 1,850 km
- Максимална висина: 20,000 m
- Брзина пењања: 305 m/s
- Време до висине: 15,000 m, 3 минута
- Товар крила: 220 kg/m²

### Наоружање
- Топ: 2x30 mm DEFA топ са 125 rpg

- Подвесне тачке: 11 са капацитетом од 8,000 kg, са одредбама да носи комбинације од:
  - до 3x2,500 l резервоара
  - FLIR pod
  - Recce pod
  - ласерски означивач

- Ракете: 
  - до 4 x ракетна пода

- Пројектили: 
  - 2x далекодометна AAM
  - 8-14 напредних AAM-ова
  - до 4 AGM-а

- Бомбе: 
  - до 27 x 250 kg бомби